# Acanthocreagris apulica
Espèce
Acanthocreagris apulica est une espèce de pseudoscorpions de la famille des Neobisiidae.

## Distribution
Cette espèce est endémique des Pouilles en Italie. Elle se rencontre vers Cagnano Varano.

## Publication originale
- Callaini, 1986 : Ricerche sulla fauna Appenninica. 148. Osservazioni su alcune specie italiane del genere Acanthocreagris Mahnert. Notulae Chernetologicae 14. Bollettino del Museo Civico di Storia Naturale di Verona, vol. 11, p. 349-377.